# Gabriel Gray
Gabriel Gray, bardziej znany jako Sylar, jest fikcyjnym bohaterem serialu telewizyjnego Herosi. Grany jest przez Zachary'ego Quinto. Jest seryjnym zabójcą o wielkiej mocy, który zabija innych superbohaterów, żeby zabrać ich moce.

## Historia bohatera

### Tom pierwszy: Geneza
W odcinku "Sześć miesięcy temu" dowiadujemy się, że tak naprawdę Sylar nazywa się Gabriel Gray, a jego zajęciem było kiedyś naprawianie zegarków. Spotyka Chandrę Suresha, który mówi mu, że być może jest człowiekiem z nadludzkimi mocami. Gabriel niecierpliwie poddaje się badaniom. Po tym jak zostaje odrzucony przez Suresha, przez to że wyniki badań są nieokreślone, Gray kontaktuje się z inną osobą z listy Suresha, Davisem. Gabriel odkrywa że ma moc intuicyjnego uzdolnienia i morduje Davisa po to by zabrać jego telekinetyczne moce. Później wraca do Suresha, staje się Pacjentem Zero, i kontynuuje  pracę z nim do czasu aż Suresh zdaje sobie sprawę, że Sylar jest mordercą ludzi, których dopiero co poznali. Wkrótce potem Sylar zabija Suresha.
W "Łotrach", Hiro widzi życie Sylara krótko po tym jak zabił Briana Davisa. Mocno skruszony po tym wydarzeniu, Gabriel próbuje się powiesić. Ale nie udaje mu się to ponieważ wchodzi Elle i go ratuje, przekonując go, że jest dobrą osobą. Jednakże, tak naprawdę pracuje ona z Noah Bennetem po to by doprowadzić Sylara do takiego stanu, aby ujawnił on metodę przenoszenia mocy z jednej osoby do drugiej. Elle zaprzyjaźnia się z Gabrielem i obydwoje zaczynają coś do siebie czuć. Wbrew swoim życzeniom, Elle pomaga Noah i przyprowadza do Gabriela, Trevora Zeitlana, młodego mężczyznę, który może kinetycznie rozbijać coś przez 'strzelanie' do tego palcem i kciukiem. Celowo rozwściecza Gabriela prosząc Trevora by szybko powtórzył swoją zdolność rozbijania szklanek, oraz nazywając go 'specjalnym'. Gabriel odwraca się do Elle, która próbuje powstrzymać go przed zabiciem Trevora. Kiedy Gabriel zdaje sobie sprawę, że Elle również ma zdolność jest wściekły i każe jej wynosić się, że swojego domu, po czym zabija Trevora i zabiera jego moce. Bennet i Elle oglądają z samochodu jak Gabriel atakuje Trevora.
Po raz pierwszy słyszymy o Sylarze w odcinku, w którym Mohinder Suresh znajduje kasetę z napisem ”Sylar” po obydwu stronach w mieszkaniu swojego zmarłego ojca. Następnie dowiadujemy się, że jest seryjnym zabójcą poszukiwanym przez FBI, którego istnienie nie jest pewne. W odcinku ”Wielki krok” pojawia się, by zabrać moc Molly Walker ale nie udaje mi się to. Później zabija Charlie Andrews przejmując jej moc i próbuje zabrać zdolność regeneracji Claire Bennet, ale powstrzymuje go przed tym Peter Petrelli. Zostaje następnie złapany przez Eden McCain i Haitańczyka. Po różnych eksperymentach, którym był poddawany, udaje mu się uciec.
Pamiętając listę Suresha, udaje mu się dotrzeć do Zane Taylora i przedstawiając się jako Mohinder Suresh zabija go i przejmuje jego moc. Po przyjeździe Suresha, Sylar podaje się za Zane i prosi go aby mógł z nim jeździć i przekonywać innych ludzi ze zdolnościami, że badania Mohindera są prawdziwe. Po poznaniu kobiety z wyjątkowym słuchem, Sylar zabija ją, przejmując jej moc. Po tym wydarzeniu Mohinder odkrywa tożsamość Sylara i próbuje ogłuszyć go narkotykami. Po eksperymentach przeprowadzonych na Sylarze by stworzyć nową listę osób ze zdolnościami, i po próbie zabicia go, Mohinder zostaje złapany. Kiedy Peter zostaje tymczasowo zabity przez Sylara, Mohinder uderza go przez co Sylar traci przytomność. Przypadkowo jednak Mohinder zostawia na podłodze komiks Isaaca Mendeza z adresem jego zamieszkania.
Po poznaniu Isaaca i dowiedzeniu się, że jego przeznaczeniem jest umrzeć z rąk innego herosa, Sylar odbiera jego moc malowania przyszłości. Krótko po tym maluje obraz, na którym znajduje się on, zabijający i odbierający moc Teda Spraque, wierząc że jest on człowiekiem bombą. Po próbie zwierzenia się Mohinderowi, wraca do domu, do swojej matki, Virgini Gray, w nadziei że powie mu on, że nie trzeba być wyjątkowym i można żyć jako normalny zegarmistrz. Mówi mu on, że można być każdym, nawet prezydentem. W  czasie pokazywania swojej mocy, Sylar przypadkowo rani ją, co doprowadza do jej śmierci. Po tym wydarzeniu, Sylar dochodzi do wniosku, że ta ścieżka jest dla niego dobra.
Po nabyciu radioaktywnych mocy od Teda, Sylar maluje obraz, na którym walczy z Peterem Petrellim na Kirby Plaza. Zdając sobie sprawę, że Peter jest częścią jego przeznaczenia, Sylar przygotowuje się do spotkania z nim. Ale przed tym pojawia się Ando Masahashi chcąc go zabić, ale Sylar nie ma problemu w rozprawieniu się z nim. Następnie Sylar odkrywa, że jego śmierć leży w rękach Hiro Nakamury. Później pojawia się na Kirby Plaza czekając na Petera. Po walce w której brał udział Sylar, Peter, Matt Parkman i Niki Sanders, Peter zaczyna proces wybuchu, pokazując Sylarowi, że to nie on jest człowiekiem bombą. Wkrótce potem na Kirby Plaza pojawia się Hiro i przebija Sylara mieczem. Jego ostatnim ruchem jest rzucenie Hiro w budynek, co mu się nie udaje bo Hiro teleportuje się. Po tym, Sylar traci przytomność a jego oczy stają się martwe. Na tym kończy się tom pierwszy.

## Tom drugi:Pokolenie
Sylar traci swoje wszystkie moce i zostaje porwany przez Firmę. Ucieka i wkrótce poznaje Mayę Herrerę. Poznaje też jej brata Alejandro, wkrótce dochodzi między nimi do sprzeczki i wkrótce Sylar go zabija. Wraz z Mayą dostają się do mieszkania Mohindera Suresha. Sylar żąda od niego lekarstwa na wirus Shanti którym jest zarażony i odebrał mu moce. Maya dowiaduje się od Molly Walker, że jej brat nie żyje, wpada we wściekłość i Sylar do niej strzela. Wkrótce zostaje uleczona przez uzdrawiającą krew Claire Bennet. Sylar zabiera resztę  fiolek z krwią i zamierza wszystkich zabić. Z ratunkiem pojawia się Elle Bishop która darem wyładowywania elektryczności rani Sylara, a on ucieka. Później wstrzykuje sobie krew Claire, regeneruje rany i odzyskuje jedną zdolność – telekineze. Na tym kończy się tom drugi.

## Tom trzeci:Łotry
Sylar przybywa do domu Claire Bennet w celu przejęcia jej mocy regeneracji. Cheerleaderka broni się i rani Sylara lecz on przejmuje jej moc. Sylar zabiera akta ojca Claire z ludźmi posiadającymi moc i na pożegnanie mówi dziewczynie, że jest inna, wyjątkowa i nie może umrzeć. Teraz Sylar jest nieśmiertelny. Włamuje się do siedziby Firmy, zabija i przejmuje moc Boba Bishopa. Prawie ginie też Elle Bishop lecz na granicy wytrzymałości ogłusza Sylara, który zostaje uwięziony. Do Firmy przybywa Angela Petrelli i uświadamia Sylarowi, że jest jego matką, która oddała go do adopcji. Gabriel zostaje pracownikiem Firmy i zaczyna współpracować z Noah Bennetem, który jest wściekły za to co on zrobił jego córce – Claire. Sylar próbuje zapanować nad swoim głodem.